# Forever and Always

Forever and Always est une chanson écrite par la chanteuse américaine de musique country Taylor Swift. C'est la dernière chanson de l'album Fearless où elle a été rajoutée au dernier moment à la demande spéciale de Taylor.
Cette chanson évoque sa rupture au téléphone en 27 secondes avec Joe Jonas, le chanteur du groupe les Jonas Brothers du label Hollywood Records filiale de Disney.